# Mermessus indicabilis
Mermessus indicabilis là một loài nhện trong họ Linyphiidae.
Loài này thuộc chi Mermessus. Mermessus indicabilis được miêu tả năm 1928 bởi Crosby & Bishop.